# Elsie Windes
Elsie Windes, född 17 juni 1985 i Portland, Oregon, är en amerikansk vattenpolospelare.
Windes har ingått i USA:s OS-lag vid två olympiska spel. I den olympiska vattenpoloturneringen i Peking gjorde Windes ett mål. I den olympiska vattenpoloturneringen i London gjorde hon igen ett mål. I vattenpoloturneringen vid världsmästerskapen i simsport 2009 gjorde Windes sex mål och vid Panamerikanska spelen 2007 blev hennes målsaldo fyra mål. Även vid Panamerikanska spelen 2011 gjorde Windes fyra mål. I samband med den amerikanska segern vid olympiska sommarspelen 2012 åstadkom Windes bedriften att ha tagit guld vid OS, VM och Panamerikanska spelen.